# Copella compta
Copella compta är en fiskart som först beskrevs av Myers 1927.  Copella compta ingår i släktet Copella och familjen Lebiasinidae. Inga underarter finns listade i Catalogue of Life.